# Filmografia di Looney Tunes e Merrie Melodies (1960-1969)
Questo è un elenco di tutti i corti d'animazione Looney Tunes e Merrie Melodies prodotti dalla Warner Bros. tra il 1960 e il 1969 per un totale di 145 cortometraggi. Ad essi si aggiungono i due cortometraggi ri-editati dal pilota di "Adventures of the Road Runner".

## Episodi

### 1960 - 20 titoli
| Serie           | Titolo italiano                    | Titolo originale              | Registi                           | Protagonista a cui è intitolato il corto | Data di uscita    | Disponibilità in DVD                                                          | Note |
| --------------- | ---------------------------------- | ----------------------------- | --------------------------------- | ---------------------------------------- | ----------------- | ----------------------------------------------------------------------------- | --- |
| Looney Tunes    | Il coyote più sfortunato del mondo | The Fastest With the Mostest  | Chuck Jones                       | Wile E. Coyote, The Road Runner          | 9 gennaio 1960    |                                                                               | |
| Merrie Melodies | Speedy, aiuto!                     | West of the Pesos             | Robert McKimson                   | Gatto Silvestro, Speedy Gonzales         | 23 gennaio 1960   | - DVD – LTGC Volume 4, Disc 3                                                 | |
| Looney Tunes    | Predone nel deserto                | Horse Hare                    | Friz Freleng                      | Bugs Bunny, Yosemite Sam                 | 13 febbraio 1960  |                                                                               | - Non mostrato in TV, a causa di stereotipi negativi. |
| Merrie Melodies | Il mondo selvaggio                 | Wild Wild World               | Robert McKimson                   |                                          | 27 febbraio 1960  | - DVD – LTGC Volume 6, Disc 4 (special feature)                               | |
| Looney Tunes    | Tre gatti e Ricciolidoro           | Goldimouse and the Three Cats | Friz Freleng                      | Gatto Silvestro, Silvestrino             | 19 marzo 1960     | - DVD – LTGC Volume 5, Disc 2                                                 | - In seguito modificato nel lungometraggio 1982 Le 1001 favole di Bugs Bunny |
| Merrie Melodies | Visita a Hollywood                 | Person to Bunny               | Friz Freleng                      | Bugs Bunny, Daffy Duck, Taddeo           | 2 aprile 1960     | - DVD – LTSS Daffy Duck: Frustrated Fowl                                      | - Ultimo cartone animato di Taddeo doppiato da Arthur Q. Bryan. - Riutilizza scene da Il coniglio focoso, Spazzola per conigli, A caccia di stufato, Il lupo, la lepre e il cacciatore, Foxy By Proxy, and Gelosia da primadonna. |
| Looney Tunes    | Chi ti ha profumato?               | Who Scent You?                | Chuck Jones                       | Pepè Le Pew, Penelope Pussycat           | 23 aprile 1960    | - DVD – LTSS Pepe Le Pew: Zee Best of Zee Best                                | |
| Merrie Melodies | Titti e il dottor Jekyll           | Hyde and Go Tweet             | Friz Freleng                      | Gatto Silvestro, Titti                   | 14 maggio 1960    |                                                                               | - In seguito modificato nel lungometraggio Daffy Duck Quackbusters nel 1988. |
| Looney Tunes    | L'impresa del coyote               | Rabbit's Feat                 | Chuck Jones                       | Bugs Bunny, Wile E. Coyote               | 4 giugno 1960     |                                                                               | |
| Merrie Melodies | Chiamami Davy Crockett             | Crockett-Doodle-Do            | Robert McKimson                   | Foghorn Leghorn, Egghead Jr.             | 25 giugno 1960    | - DVD – LTSS Foghorn Leghorn & Friends: Barnyard Bigmouth                     | - Ultima apparizione di Egghead Jr. |
| Looney Tunes    | Il topo della discordia            | Mouse and Garden              | Friz Freleng                      | Gatto Silvestro, Sam Il Gatto            | 16 luglio 1960    | - DVD – LTGC Volume 4, Disc 4 - Blu-ray – LTPC Volume 3, Disc 2               | - Ultimo cartone animato della coppia Gatto Silvestro e Sam Il Gatto |
| Merrie Melodies | Uno ne fa... cento ne pensa        | Ready, Woolen, and Able       | Chuck Jones                       | Ralph Il Lupo, Sam Cane Da Pastore       | 30 luglio 1960    |                                                                               | |
| Looney Tunes    | La dolce vita                      | Mice Follies                  | Robert McKimson                   | The Hone-Mousers                         | 20 agosto 1960    | - DVD and Blu-ray – Looney Tunes Mouse Chronicles: The Chuck Jones Collection | - Ultima apparizione di The Hone-Mousers |
| Merrie Melodies | Da coniglio a erede                | From Hare to Heir             | Friz Freleng                      | Bugs Bunny, Yosemite Sam                 | 3 settembre 1960  | - DVD – LTSS Bugs Bunny: Hare Extraordinaire                                  | - Più tardi modificato in funzione di film del 1983 Daffy Duck e l'isola fantastica |
| Merrie Melodies | Pollo arrosto a Dixie              | The Dixie Fryer               | Robert McKimson                   | Foghorn Leghorn, Pappy & Elvis           | 24 settembre 1960 |                                                                               | - Unica apparizione di Pappy & Elvis |
| Looney Tunes    | Chi salta si fa male               | Hopalong Casualty             | Chuck Jones                       | Wile E. Coyote, The Road Runner          | 8 ottobre 1960    |                                                                               | |
| Merrie Melodies | Una bella crociera                 | Trip For Tat                  | Friz Freleng                      | Gatto Silvestro, Titti, Granny           | 29 ottobre 1960   |                                                                               | |
| Merrie Melodies | Il cane del capo                   | Dog Gone People               | Chuck Jones Co-Dir. Maurice Noble | Taddeo                                   | 12 novembre 1960  | - DVD – LTSS Porky & Friends: Hilarious Ham                                   | - Primo cortometraggio con Hal Smith doppiatore di Taddeo. - Primo cartone animato co-diretto da Maurice Noble |
| Merrie Melodies | Il piffero dello spazio            | Lighter Than Hare             | Friz Freleng                      | Bugs Bunny, Yosemite Sam                 | 17 dicembre 1960  | - DVD – LTSS Bugs Bunny: Hare Extraordinaire                                  | |

### 1961 - 19 titoli
| Serie           | Titolo italiano                   | Titolo originale           | Registi                                               | Protagonista a cui è intitolato il corto          | Data di uscita    | Disponibilità in DVD                                                         | Note                                                                                              |
| --------------- | --------------------------------- | -------------------------- | ----------------------------------------------------- | ------------------------------------------------- | ----------------- | ---------------------------------------------------------------------------- | ------------------------------------------------------------------------------------------------- |
| Looney Tunes    | La via del formaggio              | Cannery Woe                | Friz Freleng                                          | Speedy Gonzales, Gatto Silvestro                  | 7 gennaio 1961    | - DVD – LTGC Volume 4, Disc 3                                                |                                                                                                   |
| Merrie Melodies | Alta velocità                     | Zip N' Snort               | Chuck Jones                                           | Wile E. Coyote, The Road Runner                   | 21 gennaio 1961   |                                                                              |                                                                                                   |
| Looney Tunes    | Un salto folle                    | Hoppy Daze                 | Robert McKimson                                       | Gatto Silvestro, Hippety Hopper                   | 11 febbraio 1961  | - DVD – LTSS Sylvester and Hippety Hopper: Marsupial Mayhem                  |                                                                                                   |
| Merrie Melodies | Il topo della 57ª strada          | The Mouse On 57th Street   | Chuck Jones                                           |                                                   | 25 febbraio 1961  |                                                                              |                                                                                                   |
| Merrie Melodies | Uova strapazzate                  | Strangled Eggs             | Robert McKimson                                       | Foghorn Leghorn, Henery Il Falchetto, Miss Prissy | 25 febbraio 1961  | - DVD – LTSS Foghorn Leghorn & Friends: Barnyard Bigmouth                    | - Ultima apparizione di Henery Il Falchetto - Ultima apparizione di Miss Prissy                   |
| Looney Tunes    | Lezioni di caccia                 | Birds of a Father          | Robert McKimson                                       | Gatto Silvestro, Silvestrino                      | 1º aprile 1961    | - DVD – LTSS Sylvester and Hippety Hopper: Marsupial Mayhem                  |                                                                                                   |
| Merrie Melodies | Noi siamo due evasi               | D' Fightin' Ones           | Friz Freleng                                          | Gatto Silvestro                                   | 22 aprile 1961    |                                                                              |                                                                                                   |
| Looney Tunes    | L'abominevole coniglio delle nevi | The Abominable Snow Rabbit | Chuck Jones Co-Dir: Maurice Noble                     | Bugs Bunny, Daffy Duck, Hugo                      | 20 maggio 1961    | - DVD – LTGC Volume 5, Disc 1                                                | - Unica apparizione di Hugo                                                                       |
| Looney Tunes    | Gli esperimenti del coyote        | Lickety-Splat!             | Chuck Jones Co-Dir: Abe Levitow                       | Wile E. Coyote, The Road Runner                   | 3 giugno 1961     |                                                                              |                                                                                                   |
| Looney Tunes    | Pepè sulle Alpi                   | A Scent of the Matterhorn  | Chuck Jones                                           | Pepè Le Pew, Penelope Pussycat                    | 24 giugno 1961    | - DVD – LTSS Pepe Le Pew: Zee Best of Zee Best                               | - Crediti sullo schermo appaiono correzioni come francesi di nomi reali.                          |
| Looney Tunes    | Il canarino viaggiatore           | The Rebel Without Claws    | Friz Freleng                                          | Gatto Silvestro, Titti                            | 15 luglio 1961    |                                                                              |                                                                                                   |
| Merrie Melodies | Il genio magnetico                | Compressed Hare            | Chuck Jones Co-Director: Maurice Noble                | Bugs Bunny, Wile E. Coyote                        | 29 luglio 1961    |                                                                              |                                                                                                   |
| Looney Tunes    | Il pifferaio di Guadalupe         | The Pied Piper Guadalupe   | Friz Freleng Co-Dir: Hawley Pratt                     | Speedy Gonzales, Gatto Silvestro                  | 19 agosto 1961    | - DVD – LTGC Volume 4, Disc 3 - Blu-ray – LTPC Volume 3, Disc 2              | - In seguito modificato nel lungometraggio del 1982 Le 1001 favole di Bugs Bunnt                  |
| Looney Tunes    | Assedio al castello               | Prince Violent             | Friz Freleng Co-Dir: Hawley Pratt                     | Bugs Bunny, Yosemite Sam                          | 2 settembre 1961  |                                                                              | - Reintitolato Prince Varmint per la distribuzione televisiva, e dotate di nuove carte di titolo. |
| Looney Tunes    | I guai di Daffy                   | Daffy's Inn Trouble        | Robert McKimson                                       | Daffy Duck, Porky Pig                             | 23 settembre 1961 | - DVD – LTSS Daffy Duck: Frustrated Fowl                                     |                                                                                                   |
| Looney Tunes    | Qual è il mio leone?              | What's My Lion?            | Robert McKimson                                       | Taddeo, Pete Il Puma                              | 21 ottobre 1961   |                                                                              | - Unica apparizione di Pete Il Puma                                                               |
| Merrie Melodies | Beep Bipede                       | Beep Prepared              | Chuck Jones Co-Dir: Maurice Noble                     | Wile E. Coyote, The Road Runner                   | 11 novembre 1961  | - Blu-ray – LTPC Volume 3, Disc 2                                            |                                                                                                   |
| Merrie Melodies | Un assassinio fallito             | The Last Hungry Cat        | Friz Freleng                                          | Gatto Silvestro, Titti, Granny                    | 2 dicembre 1961   | - DVD – LTGC Volume 3, Disc 2 - DVD – LTSS Tweety & Sylvester: Feline Fwenzy |                                                                                                   |
| Merrie Melodies | Il mal d'Africa                   | Nelly's Folly              | Chuck Jones Co-Direttori: Maurice Noble & Abe Levitow |                                                   | 30 dicembre 1961  | - Blu-ray – LTPC Volume 3, Disc 2                                            | - La scritta "Questo è tutto gente!", non appare alla conclusione                                 |

### 1962 - 18 titoli
| Serie           | Titolo italiano             | Titolo originale              | Registi                                        | Protagonista a cui è intitolato il corto               | Data di uscita    | Disponibilità in DVD                                        | Note |
| --------------- | --------------------------- | ----------------------------- | ---------------------------------------------- | ------------------------------------------------------ | ----------------- | ----------------------------------------------------------- | --- |
| Looney Tunes    | Un coniglio bagnato         | Wet Hare                      | Ken Harris                                     | Bugs Bunny, Blacque Jacque Shellacque                  | 20 gennaio 1962   |                                                             | - Ultima apparizione di Blacque Jacque Shellacque |
| Merrie Melodies | Un gregge ben protetto      | A Sheep in the Deep           | Chuck Jones Co-Director: Maurice Noble         | Ralph il lupo, Sam il cane da pastore                  | 2 febbraio 1962   |                                                             | |
| Looney Tunes    | Un gatto pescatore          | Fish and Slips                | Robert McKimson                                | Gatto Silvestro, Silvestrino                           | 10 marzo 1962     | - DVD – LTSS Sylvester and Hippety Hopper: Marsupial Mayhem | |
| Merrie Melodies | Ma quando cresceranno?      | Quackodile Tears              | Arthur Davis                                   | Daffy Duck                                             | 31 marzo 1962     |                                                             | |
| Merrie Melodies | Un viaggio per Guadalajara  | Crow's Feat                   | Friz Freleng Co-Dir: Hawley Pratt              | Taddeo (cameo), Jose & Manuel                          | 21 aprile 1962    | - DVD – LTSS Foghorn Leghorn & Friends: Barnyard Bigmouth   | |
| Looney Tunes    | Testardo come un toro       | Mexican Boarders              | Friz Freleng                                   | Gatto Silvestro, Speedy Gonzales, Piedelento Rodriguez | 12 maggio 1962    | - DVD – LTGC Volume 4, Disc 3                               | - Viene rieditato nel 1982 nel film: "Le 1001 favole di Bugs Bunny" - Ultima apparizione di Piedelento Rodriguez                                                                     |
| Looney Tunes    |                             | Adventures of The Road Runner | Chuck Jones                                    | Wile E. Coyote and The Road Runner, Ralph Phillips     | 2 giugno 1962     | - DVD – LTGC Volume 2, Disc 2 (special feature)             | |
| Merrie Melodies | Il diavolo perde l'appetito | Bill of Hare                  | Robert McKimson                                | Bugs Bunny, Taz                                        | 2 giugno 1962     | - Blu-ray – LTPC Volume 1, Disc 2                           | |
| Merrie Melodies | Dopo la caduta              | Zoom at the Top               | Chuck Jones Co-Dir: Maurice Noble              | Wile E. Coyote, The Road Runner                        | 30 giugno 1962    |                                                             | |
| Looney Tunes    | Un angioletto diabolico     | The Slick Chick               | Robert McKimson                                | Foghorn Leghorn                                        | 21 luglio 1962    |                                                             | |
| Looney Tunes    | Louvre, torna da me!        | Louvre Come Back to Me        | Chuck Jones Co-Dir: Maurice Noble              | Pepè Le Pew, Penelope Pussycat, Claude Cat             | 18 agosto 1962    | - DVD – LTSS Pepe Le Pew: Zee Best of Zee Best              | - Viene rieditato nel 1983 nel film Daffy Duck e l'isola fantastica - Ultima apparizione di Pepè Le Pew - Ultima apparizione di Penelope Pussycat - Ultima apparizione di Claude Cat |
| Merrie Melodies | Il prezzo dell'amore        | Honey's Money                 | Friz Freleng                                   | Yosemite Sam                                           | 1º settembre 1962 | - Blu-ray – LTPC Volume 3, Disc 1                           | - Unica apparizione di Yosemite Sam da solista. |
| Looney Tunes    | La gabbia jet               | The Jet Cage                  | Friz Freleng                                   | Gatto Silvestro, Titti, Granny                         | 22 settembre 1962 |                                                             | |
| Merrie Melodies | Il gallo è diventato mamma  | Mother Was a Rooster          | Robert McKimson                                | Foghorn Leghorn, Barnyard Dawg                         | 20 ottobre 1962   |                                                             | - Ultimo cartone animato del musicista Milt Franklyn. |
| Looney Tunes    | Un trucco irripetibile      | Good Noose                    | Ken Harris                                     | Daffy Duck                                             | 10 novembre 1962  |                                                             | - Primo cartone animato ufficiale per Bill Lava, in qualità di musicista |
| Looney Tunes    | Spiedini                    | Shiskabugs                    | Friz Freleng                                   | Bugs Bunny, Yosemite Sam                               | 8 dicembre 1962   |                                                             | |
| Looney Tunes    | Un marziano sulla Terra     | Martian Through Georgia       | Phil Monroe & Ben Washam Co-Dir: Maurice Noble |                                                        | 29 dicembre 1962  | - DVD – LTGC Volume 6, Disc 4                               | |

### 1963 - 16 titoli
| Serie           | Titolo italiano                 | Titolo originale       | Registi                                    | Protagonista a cui è intitolato il corto             | Data di uscita    | Disponibilità in DVD                                                           | Note |
| --------------- | ------------------------------- | ---------------------- | ------------------------------------------ | ---------------------------------------------------- | ----------------- | ------------------------------------------------------------------------------ | --- |
| Merrie Melodies | La felicità di Prudenza         | I Was A Teenage Thumb  | Chuck Jones Co-Dir: Maurice Noble          |                                                      | 19 gennaio 1963   |                                                                                | |
| Merrie Melodies | La torta del diavolo            | Devil's Feud Cake      | Friz Freleng                               | Bugs Bunny, Yosemite Sam                             | 9 febbraio 1963   |                                                                                | - In questo episodio, riassume gli episodi rimontati come: "The Roman-Legionary Hare" e "Sahara Hare" - Venne rimontato in modo diverso nel film d'animazione: "The Looney Looney Looney Bugs Bunny Movie", oltre ai già citati episodi, con l'aggiunta di altri due brevi cortometraggi |
| Merrie Melodies | Tu sei il mio mastino           | Fast Buck Duck         | Robert McKimson Co-Dir: Ted Bonnicksen     | Daffy Duck, Ettore il Bulldog (Percy)                | 9 marzo 1963      |                                                                                | - Unico cartone animato co-diretto da Ted Bonnicksen, un membro della squadra di Robert McKimson - In questo cartone animato dove Ettore il Bulldog, si faceva chiamare col nome di Percy                                                                                                |
| Looney Tunes    | Il milionario                   | The Million-Hare       | Robert McKimson                            | Bugs Bunny, Daffy Duck                               | 6 aprile 1963     | - DVD – LTSS Bugs Bunny: Hare Extraordinaire                                   | - Uno dei sei finali dei cartoni animati nel quale il volto di Bugs Bunny 'non compare in apertura dopo il logo della Warner Bros. - Looney Tunes sostituisce i Merrie Melodies chiusura logo di stampa e viene utilizzato da "The Merry-Go-Round analizzata" nella sigla finale.        |
| Looney Tunes    | Nella plaza de topos            | Mexican Cat Dance      | Friz Freleng                               | Speedy Gonzales, Gatto Silvestro, El Toro            | 20 aprile 1963    |                                                                                | - Contiene brevi spezzoni iniziali tratto da Attenti al toro . - Plot simile a Attenti al toro . - Ultima apparizione de El Toro. |
| Merrie Melodies | Biancheria di lana              | Woolen Under Where     | Phil Monroe Co-Direttore: Richard Thompson | Ralph il lupo, Sam il cane da pastore                | 11 maggio 1963    |                                                                                | - Unico cartone animato di Ralph e Sam sono diretti da Phil Monroe e da Richard Thompson - Ultima apparizione di Ralph il lupo e Sam il cane da pastore. |
| Looney Tunes    | Trattenete il respiro           | Hare-Breadth Hurry     | Chuck Jones Co-Dir: Maurice Noble          | Bugs Bunny, Wile E. Coyote                           | 8 giugno 1963     |                                                                                | |
| Merrie Melodies | Don Giovanni nel pollaio        | Banty Raids            | Robert McKimson                            | Foghorn Leghorn, Barnyard Dawg                       | 8 giugno 1963     | - DVD – LTSS Foghorn Leghorn & Friends: Barnyard Bigmouth                      | - Rieditato nel 1983 nel film Daffy Duck e l'isola fantastica. - Ultima apparizione di Barnyard Dawg |
| Looney Tunes    | Cicogna in giro                 | Storking Around        | Phil Monroe Co-Dir: Maurice Noble          | Drunken Stork                                        | 27 luglio 1963    | - DVD – LTGC Volume 6, Disc 4                                                  | - Ultima apparizione di Drunken Stork |
| Merrie Melodies | Duello all'ultimo peperoncino   | Chili Weather          | Friz Freleng                               | Gatto Silvestro, Speedy Gonzales                     | 17 agosto 1963    | - DVD – LTGC Volume 4, Disc 3                                                  | - Merrie Melodies sostituisce i Looney Tunes chiusura logo di stampa e viene utilizzato da "Merrily We Roll Along" come sigla finale. |
| Merrie Melodies | Gli inspellabili                | The Unmentionables     | Friz Freleng                               | Bugs Bunny, Rocky and Mugsy                          | 7 settembre 1963  |                                                                                | - Più tardi modificato in The Looney Looney Looney Bugs Bunny Movie nel 1981 - Ultima apparizione di Rocky & Mugsy |
| Merrie Melodies | Acqua preziosa                  | Acqua Duck             | Robert McKimson                            | Daffy Duck                                           | 28 settembre 1963 |                                                                                | - Rieditato nel film Le 1001 favole di Bugs Bunny del 1982. |
| Merrie Melodies | Matto come un coniglio marziano | Mad as a Mars Hare     | Chuck Jones Co-Dir: Maurice Noble          | Bugs Bunny, Marvin Il Marziano                       | 19 ottobre 1963   | - DVD – LTSS Bugs Bunny: Hare Extraordinaire - Blu-ray – LTPC Volume 1, Disc 2 | |
| Merrie Melodies | Liberi di colpire               | Claws in the Lease     | Robert McKimson                            | Gatto Silvestro, Silvestrino                         | 9 novembre 1963   | - DVD - LTSS Sylvester and Hippety Hopper: Marsupial Mayhem                    | |
| Merrie Melodies | Il conte Succhiasangue          | Transylvania 6-5000    | Chuck Jones                                | Bugs Bunny, Conte Succhiasangue, Witch Hazel (cameo) | 30 novembre 1963  | - DVD – LTGC Volume 5, Disc 1                                                  | - Rieditato nel 1988 per il film Daffy Duck's Quackbusters. - Unica apparizione del Conte Succhiasangue |
| Merrie Melodies | L'invincibile Beep Beep         | To Beep or Not to Beep | Phil Monroe                                | Wile E. Coyote, The Road Runner                      | 28 dicembre 1963  |                                                                                | - Più tardi modificato in Super Bunny in orbita! nel 1979 - Contiene riprese da Avventure del Road Runner con la nuova colonna sonora per Bill Lava. |

### 1964 - 13 titoli
| Serie           | Titolo italiano                         | Titolo originale                 | Registi                           | Protagonista a cui è intitolato il corto       | Data di uscita   | Disponibilità in DVD                                                                       | Note |
| --------------- | --------------------------------------- | -------------------------------- | --------------------------------- | ---------------------------------------------- | ---------------- | ------------------------------------------------------------------------------------------ | --- |
| Looney Tunes    | Aviatori intrepidi                      | Dumb Patrol                      | Gerry Chiniquy                    | Bugs Bunny, Porky Pig (cameo), Yosemite Sam    | 18 gennaio 1964  |                                                                                            | - Unico cartone animato di Bugs Bunny e Yosemite Sam diretto da Gerry Chiniquy |
| Looney Tunes    | Il messaggio del rinnegato              | A Message to Gracias             | Robert McKimson                   | Speedy Gonzales, Gatto Silvestro               | 8 febbraio 1964  | - DVD – LTGC Volume 4, Disc 3                                                              | |
| Merrie Melodies | Bartolomeo e le ruote                   | Bartholomew Versus the Wheel     | Robert McKimson                   |                                                | 29 febbraio 1964 | - DVD – LTGC Volume 6, Disc 4 (special feature) - DVD – 4 Classic Cartoons promotional DVD | |
| Looney Tunes    | Manie di persecuzione                   | Freudy Cat                       | Robert McKimson                   | Gatto Silvestro, Silvestrino, Hippety Hopper   | 14 marzo 1964    | - DVD – LTSS Sylvester and Hippety Hopper: Marsupial Mayhem                                | - Ultima apparizione di Silvestrino - Ultima apparizione di Hippety Hopper |
| Merrie Melodies | Dottor Diavolo e mister Bugs            | Dr. Devil and Mr. Hare           | Robert McKimson                   | Bugs Bunny, Taz                                | 28 marzo 1964    | - DVD – LTSS Bugs Bunny: Hare Extraordinaire - Blu-ray – LTPC Volume 1, Disc 2             | - Ultima apparizione di Taz |
| Looney Tunes    | L'automazione                           | Nuts and Volts                   | Friz Freleng                      | Speedy Gonzales, Gatto Silvestro               | 25 aprile 1964   | - DVD – LTGC Volume 4, Disc 3                                                              | - Looney Tunes sostituisce i Merrie Melodies chiusura logo di stampa e viene utilizzato da "The Merry-Go-Round Broke Down" nella sigla finale. |
| Looney Tunes    | Cacciatori di pelli                     | The Iceman Ducketh               | Phil Monroe Co-Dir: Maurice Noble | Bugs Bunny, Daffy Duck                         | 16 maggio 1964   | - DVD – LTSS Daffy Duck: Frustrated Fowl                                                   | |
| Looney Tunes    | Guerra e pace                           | War and Pieces                   | Chuck Jones                       | Wile E. Coyote, The Road Runner                | 6 giugno 1964    |                                                                                            | - Ultimo cartone animato di Wile E. Coyote e Road Runner diretto da Chuck Jones |
| Merrie Melodies | Silvestro nei mari del Sud              | Hawaiian Aye Aye                 | Gerry Chiniquy                    | Gatto Silvestro, Titti, Granny                 | 27 giugno 1964   |                                                                                            | - Unico cartone animato di Gatto Silvestro, Titti e Granny diretto da Gerry Chiniquy - Ultima apparizione di Titti |
| Looney Tunes    | Il simulatore                           | False Hare                       | Robert McKimson                   | Bugs Bunny, Foghorn Leghorn (cameo)            | 16 luglio 1964   | - DVD – LTSS Bugs Bunny: Hare Extraordinaire                                               | - Ultima apparizione di Bugs Bunny - Ultima apparizione di Foghorn Leghorn |
| Looney Tunes    | Cenerentola e il bicchiere della staffa | Senorella and the Glass Huarache | Hawley Pratt                      |                                                | 1º agosto 1964   | - DVD – LTGC Volume 5, Disc 2                                                              | - Unico cartone animato diretto da Hawley Pratt. - Ultimo cartone animato prodotto dalla Warner Bros. Cartoons |
| Looney Tunes    | Il nascondiglio di Pancho               | Pancho's Hideaway                | Friz Freleng Co-Dir: Hawley Pratt | Speedy Gonzales, Yosemite Sam (Pancho Vanilla) | 24 ottobre 1964  | - DVD – LTGC Volume 4, Disc 3                                                              | - Primo cartone animato prodotto da DFE (David DePatie e Friz Freleng) - Primo cartone animato di Speedy Gonzales della DFE - Unico cartone animato di Yosemite Sam della DFE - In questo episodio dove Yosemite Sam si fa chiamare Pancho Vanilla - Ultima apparizione di Yosemite Sam della DFE |
| Merrie Melodies | Un falco da caccia                      | Road to Andalay                  | Friz Freleng Co-Dir: Hawley Pratt | Speedy Gonzales, Gatto Silvestro               | 26 dicembre 1964 |                                                                                            | - Primo cartone animato di Gatto Silvestro della DFE |

### 1965 - 19 titoli
Tutti i cartoni animati, tranne Cats And Bruises protagonisti Daffy Duck o Wile E. Coyote e Road Runner.
Tutti i cartoni animati diretti da Rudy Larriva sono prodotti da Format Films.
| Serie           | Titolo italiano                  | Titolo originale                           | Registi                           | Protagonista a cui è intitolato il corto                          | Data di uscita    | Disponibilità in DVD                                                          | Note |
| --------------- | -------------------------------- | ------------------------------------------ | --------------------------------- | ----------------------------------------------------------------- | ----------------- | ----------------------------------------------------------------------------- | --- |
| Merrie Melodies | Zip zip, hurrà!                  | Zip Zip Hooray                             | Chuck Jones (non accreditato)     | Wile E. Coyote, The Road Runner                                   | 1º gennaio 1965   |                                                                               | - Riutilizza spezzoni da The Adventure of Road Runner , senza nessuna nuova animazione. |
| Looney Tunes    | Società sterminatrice            | It's Nice to Have a Mouse Around the House | Friz Freleng Co-Dir: Hawley Pratt | Daffy Duck, Gatto Silvestro, Speedy Gonzales, Granny              | 16 gennaio 1965   | - DVD and Blu-ray – Looney Tunes Mouse Chronicles: The Chuck Jones Collection | - Primo cartone animato della coppia Daffy Duck e Speedy Gonzales - Prima apparizione di Daffy Duck della DFE - Prima apparizione di Granny della DFE                                                                                                  |
| Merrie Melodies | Un turbo sfrenato                | Cats and Bruises                           | Friz Freleng Co-Dir: Hawley Pratt | Gatto Silvestro, Speedy Gonzales                                  | 30 gennaio 1965   |                                                                               | - Contiene filmati da "È arrivato un carico di formaggio", "Il pifferaio di Guadalupe", "Venezia, la luna e Silvestro" e "Scherzi da canarino". |
| Merrie Melodies | Road Runner a go-go              | Road Runner a Go-Go                        | Chuck Jones (non accreditato)     | Wile E. Coyote, The Road Runner                                   | 1º febbraio 1965  |                                                                               | - Riutilizza spezzoni da The Adventure of Road Runner , senza nessuna nuova animazione. |
| Merrie Melodies | Asfalto rovente                  | The Wild Chase                             | Friz Freleng Co-Dir: Hawley Pratt | Gatto Silvestro, Speedy Gonzales, Wile E. Coyote, The Road Runner | 27 febbraio 1965  |                                                                               | - Contiene animazione da Zoom and Bored, Wild About Hurry and Hopalong Casualty - Prima apparizione del cartone animato di Wile E. Coyote e The Road Runner della DFE - Crossover di Gatto Silvestro, Wile E. Coyote, Speedy Gonzales, The Road Runner |
| Looney Tunes    | L'apriscatole                    | Moby Duck                                  | Robert McKimson                   | Daffy Duck, Speedy Gonzales                                       | 27 marzo 1965     |                                                                               | |
| Merrie Melodies | C'è chi sale e c'è chi pepe      | Assault and Peppered                       | Robert McKimson                   | Daffy Duck, Speedy Gonzales                                       | 24 aprile 1965    |                                                                               | |
| Looney Tunes    | Un'oasi inaccessibile            | Well Worn Daffy                            | Robert McKimson                   | Daffy Duck, Speedy Gonzales                                       | 22 maggio 1965    |                                                                               | |
| Looney Tunes    | Soppressata di anatra            | Suppressed Duck                            | Robert McKimson                   | Daffy Duck                                                        | 18 giugno 1965    | - DVD – LTSS Daffy Duck: Frustrated Fowl                                      | |
| Looney Tunes    | Pattuglia acrobatica             | Corn On the Cop                            | Irving Spector                    | Daffy Duck, Porky Pig, Granny                                     | 24 luglio 1965    | - DVD – LTSS Porky & Friends: Hilarious Ham                                   | - Unico cartone animato diretto da Irving Spector - Prima apparizione del cartone animato di Porky Pig della DFE - Ultima apparizione del cartone animato di Granny della DFE                                                                          |
| Merrie Melodies | Un giro veloce                   | Rushing Roulette                           | Robert McKimson                   | Wile E. Coyote, The Road Runner                                   | 31 luglio 1965    |                                                                               | |
| Merrie Melodies | Corri, corri, dolce Road Runner! | Run, Run, Sweet Road Runner                | Robert McKimson                   | Wile E. Coyote, The Road Runner                                   | 21 agosto 1965    |                                                                               | - Primo cartone animato prodotto da Format Films |
| Looney Tunes    | Gradirebbe due dispettucci?      | Tease For Two                              | Robert McKimson                   | Daffy Duck, Goofy Gophers                                         | 28 agosto 1965    |                                                                               | - Unica apparizione del cartone animato di Goofy Gophers della DFE |
| Merrie Melodies | Stanco e spiumato                | Tired and Feathered                        | Rudy Larriva                      | Wile E. Coyote, The Road Runner                                   | 18 settembre 1965 |                                                                               | - Prodotto dalla Format Films |
| Merrie Melodies | Caduta massi                     | Boulder Wham!                              | Rudy Larriva                      | Wile E. Coyote, The Road Runner                                   | 9 ottobre 1965    | - DVD – LTSS Road Runner and Wile E. Coyote: Supergenius Hijinks              | - Prodotto dalla Format Films |
| Looney Tunes    | Campo di grano                   | Chili Corn Corny                           | Robert McKimson                   | Daffy Duck, Speedy Gonzales                                       | 23 ottobre 1965   |                                                                               | |
| Merrie Melodies | Il coyote aviatore               | Just Plane Beep                            | Rudy Larriva                      | Wile E. Coyote, The Road Runner                                   | 30 ottobre 1965   |                                                                               | - Prodotto dalla Format Films |
| Merrie Melodies | Presto presto                    | Hairied and Hurried                        | Rudy Larriva                      | Wile E. Coyote, The Road Runner                                   | 13 novembre 1965  | - DVD – LTSS Road Runner and Wile E. Coyote: Supergenius Hijinks              | - Prodotto dalla Format Films |
| Merrie Melodies | Musica da ballo                  | Go Go Amigo                                | Robert McKimson                   | Daffy Duck, Speedy Gonzales                                       | 20 novembre 1965  |                                                                               | |
| Looney Tunes    | Asfalto bollente                 | Highway Runnery                            | Rudy Larriva                      | Wile E. Coyote, The Road Runner                                   | 13 dicembre 1965  | - DVD – LTSS Road Runner and Wile E. Coyote: Supergenius Hijinks              | - Prodotto dalla Format Films |
| Merrie Melodies | Wile Coyote il visionario        | Chaser On the Rocks                        | Rudy Larriva                      | Wile E. Coyote, The Road Runner                                   | 25 dicembre 1965  | - DVD – LTSS Road Runner and Wile E. Coyote: Supergenius Hijinks              | - Prodotto dalla Format Films |

### 1966 - 15 titoli
Tutti i cartoni animati Daffy Duck e Speedy Gonzales sono diretti da Robert McKimson.
Tutti i cartoni animati Wile E. Coyote e Road Runner sono diretti da Rudy Larriva tranne Sugar And Spies, che è diretto dal primo.
| Serie           | Titolo italiano           | Titolo originale      | Registi         | Protagonista a cui è intitolato il corto                                        | Data di uscita    | Disponibilità in DVD                                                                                       | Note |
| --------------- | ------------------------- | --------------------- | --------------- | ------------------------------------------------------------------------------- | ----------------- | --- | --- |
| Looney Tunes    | Gli astrologi             | The Astroduck         | Robert McKimson | Daffy Duck, Speedy Gonzales                                                     | 1º gennaio 1966   | | |
| Looney Tunes    | Zitto e spara             | Shot and Bothered     | Rudy Larriva    | Wile E. Coyote, The Road Runner                                                 | 8 gennaio 1966    | - DVD – LTSS Road Runner and Wile E. Coyote: Supergenius Hijinks                                           | - Prodotto dalla Format Films |
| Merrie Melodies | Via di qui                | Out and Out Rout      | Rudy Larriva    | Wile E. Coyote, The Road Runner                                                 | 29 gennaio 1966   | - DVD – LTSS Road Runner and Wile E. Coyote: Supergenius Hijinks                                           | - Prodotto dalla Format Films |
| Merrie Melodies | Una TV troppo privata     | Muchos Locos          | Robert McKimson | Daffy Duck, Speedy Gonzales, Porky Pig (cameo)                                  | 5 febbraio 1966   | | - Unico cartone animato musicato da Herman Stein - Ultima apparizione del cartone animato di Porky Pig della DFE                             |
| Looney Tunes    | Il coyote di latta        | The Solid Tin Coyote  | Rudy Larriva    | Wile E. Coyote, The Road Runner                                                 | 19 febbraio 1966  | *DVD – LTSS Road Runner and Wile E. Coyote: Supergenius Hijinks                                            | - Prodotto dalla Format Films |
| Merrie Melodies | Aiuti all'estero          | Mexican Mouse-Piece   | Robert McKimson | Daffy Duck, Speedy Gonzales                                                     | 26 febbraio 1966  | | |
| Looney Tunes    | Clippete cloppete         | Clippety Clobbered    | Rudy Larriva    | Wile E. Coyote, The Road Runner                                                 | 12 marzo 1966     | *DVD – LTSS Road Runner and Wile E. Coyote: Supergenius Hijinks                                            | - Prodotto dalla Format Films |
| Looney Tunes    | Radar trappola            | Daffy Rents           | Robert McKimson | Daffy Duck, Speedy Gonzales                                                     | 26 marzo 1966     | | - Unico cartone animato musicato da Irving Gertz                                                                                             |
| Looney Tunes    | Esistono le streghe?      | A-Haunting We Will Go | Robert McKimson | Daffy Duck, Speedy Gonzales, Witch Hazel                                        | 16 aprile 1966    | - DVD – LTGC Volume 4, Disc 3 - DVD – 4 Classic Cartoons promotional DVD - Blu-ray – LTPC Volume 1, Disc 2 | - Unica apparizione del cartone animato di Witch Hazel della DFE                                                                             |
| Merrie Melodies | Legno al cioccolato       | Snow Excuse           | Robert McKimson | Daffy Duck, Speedy Gonzales                                                     | 21 maggio 1966    | - DVD – 4 Classic Cartoons Promozionali in DVD                                                             | |
| Looney Tunes    | Uno squittio dal profondo | A Squeak in the Deep  | Robert McKimson | Daffy Duck, Speedy Gonzales                                                     | 19 luglio 1966    | | - Primo cartone animato musicato da Walter Greene                                                                                            |
| Merrie Melodies | Tempi duri per Daffy      | Feather Finger        | Robert McKimson | Daffy Duck, Speedy Gonzales                                                     | 20 agosto 1966    | | |
| Looney Tunes    | Che soluzione, amigo!     | Swing Ding Amigo      | Robert McKimson | Daffy Duck, Speedy Gonzales                                                     | 17 settembre 1966 | | |
| Looney Tunes    | Dolce spia                | Sugar and Spies       | Robert McKimson | Wile E. Coyote, The Road Runner                                                 | 5 novembre 1966   | - DVD – LTSS Road Runner and Wile E. Coyote: Supergenius Hijinks                                           | - Ultima apparizione del cartone animato di Wile E. Coyote e The Road Runner della DFE                                                       |
| Merrie Melodies | Sapore di topo            | A Taste of Catnip     | Robert McKimson | Daffy Duck, Speedy Gonzales, Gatto Silvestro (cameo), Ettore il Bulldog (cameo) | 3 dicembre 1966   | | - Unica apparizione del cartone animato di Ettore il Bulldog della DFE - Ultima apparizione del cartone animato di Gatto Silvestro della DFE |

### 1967 - 10 titoli
Nel 1967, Seven Arts, che aveva appena acquisito la Warner Bros., decise di internalizzare la produzione dei cartoni animati ancora una volta, con William L. Hendricks come produttore e Alex Lovy come direttore.
Tutti i cartoni animati, ad eccezione di Cool Cat e Merlino Magic Mouse, ebbero come co-protagonista Daffy e Speedy.
Tutti i cartoni animati prodotti da Format Films sono diretti da Rudy Larriva.
I cartoni animati della DFE - DePatie - Freleng Enterprises sono diretti da Robert McKimson.
Tutti i cartoni animati dopo il 4 °episodio quell'anno sono diretti da Alex Lovy alla Warner Bros. Animation.
| Serie           | Titolo italiano             | Titolo originale       | Registi         | Protagonista a cui è intitolato il corto  | Data di uscita    | Disponibilità in DVD                                                          | Note |
| --------------- | --------------------------- | ---------------------- | --------------- | ----------------------------------------- | ----------------- | ----------------------------------------------------------------------------- | --- |
| Merrie Melodies | Uno spuntino veloce         | Daffy's Diner          | Robert McKimson | Daffy Duck, Speedy Gonzales               | 29 gennaio 1967   |                                                                               | - Ultimo cortometraggio della WB prodotto da DFE - Ultima apparizione del cartone animato di Daffy Duck della DFE - Ultima apparizione del cartone animato di Speedy Gonzales della DFE |
| Looney Tunes    | Una tessera a vita          | Quacker Tracker        | Rudy Larriva    | Daffy Duck, Speedy Gonzales               | 29 aprile 1967    |                                                                               | - Prodotto da Format Films - Primo cartone animato prodotto da Herbert Klynn - Unico cartone animato musicato da Frank Perkins                                                          |
| Merrie Melodies | Villeggiatura movimentata   | The Music Mice-Tro     | Rudy Larriva    | Daffy Duck, Speedy Gonzales               | 27 maggio 1967    |                                                                               | - Prodotto da Format Films - In primo cartone animato prodotto da William L. Hendricks                                                                                                  |
| Looney Tunes    | La spia del controformaggio | The Spy Swatter        | Rudy Larriva    | Daffy Duck, Speedy Gonzales, Sam Il Gatto | 24 giugno 1967    |                                                                               | |
| Merrie Melodies | La città disabitata         | Speedy Ghost to Town   | Alex Lovy       | Daffy Duck, Speedy Gonzales               | 29 luglio 1967    |                                                                               | - Primo cartone animato prodotto dalla Warner Bros. Animation dal 1964 - Primo cartone animato diretto da Alex Lovy                                                                     |
| Looney Tunes    | La controfigura             | Rodent to Stardom      | Alex Lovy       | Daffy Duck, Speedy Gonzales               | 23 settembre 1967 |                                                                               | |
| Merrie Melodies | Il clandestino              | Go Away Stowaway       | Alex Lovy       | Daffy Duck, Speedy Gonzales               | 30 settembre 1967 |                                                                               | - Ultimo cartone animato con i titoli logo astratto WB. |
| Looney Tunes    | Caccia alla tigre           | Cool Cat               | Alex Lovy       | Cool Cat, Colonnello Rimfire              | 14 ottobre 1967   |                                                                               | - Prima apparizione di Cool Cat e il colonnello Rimfire - Primo cartone animato coi crediti Warner Bros.-Seven Arts                                                                     |
| Merrie Melodies | Pubblico unanime            | Merlin the Magic Mouse | Alex Lovy       | Topo Merlino, Second Banana, Sam Il Gatto | 18 novembre 1967  | - DVD and Blu-ray – Looney Tunes Mouse Chronicles: The Chuck Jones Collection | - Prima apparizione del cartone animato del Topo Merlino e Second Banana - Ultima apparizione di Sam Il Gatto                                                                           |
| Looney Tunes    | Una festa a sorpresa        | Fiesta Fiasco          | Alex Lovy       | Daffy Duck, Speedy Gonzales               | 9 dicembre 1967   |                                                                               | |

### 1968 - 11 titoli
Tutti i cartoni animati diretti da Alex Lovy tranne Bunny e Claude.
Le riedizioni della Blue Ribbon furono chiusi quell'anno.
| Serie           | Titolo italiano              | Titolo originale                         | Registi         | Protagonista a cui è intitolato il corto           | Data di uscita    | Disponibilità in DVD                        | Note |
| --------------- | ---------------------------- | ---------------------------------------- | --------------- | -------------------------------------------------- | ----------------- | ------------------------------------------- | --- |
| Looney Tunes    | I trucchi dello stregone     | Hocus Pocus Pow Wow                      | Alex Lovy       | Topo Merlino, Second Banana                        | 13 gennaio 1968   |                                             | |
| Cartoon Special | Il complesso musicale        | Norman Normal                            | Alex Lovy       |                                                    | 3 febbraio 1968   | - DVD – LTGC Volume 6, Disc 4               | - Rilasciato come "Cartoon Special" (né un Looney Tunes né tantomeno Merrie Melodies) - Usato Peter, Paul and Mary s '"Norman Normal", come la musica di apertura |
| Merrie Melodies | Il grande gioco della caccia | Big Game Haunt                           | Alex Lovy       | Cool Cat, Colonnello Rimfire                       | 10 febbraio 1968  |                                             | |
| Looney Tunes    | Il sonnambulo                | Skyscraper Caper                         | Alex Lovy       | Daffy Duck, Speedy Gonzales                        | 9 marzo 1968      |                                             | |
| Looney Tunes    | Caccia grossa a Parigi       | Hippydrome Tiger                         | Alex Lovy       | Cool Cat, Colonnello Rimfire                       | 30 marzo 1968     |                                             | |
| Merrie Melodies | Un posto molto tranquillo    | Feud With a Dude                         | Alex Lovy       | Topo Merlino, Second Banana, Feudin' Mountain Boys | 25 maggio 1968    |                                             | |
| Looney Tunes    | Fossa dei leoni              | See Ya Later, Gladiator                  | Alex Lovy       | Daffy Duck, Speedy Gonzales                        | 29 giugno 1968    |                                             | - Ambientato nell'antica Roma, durante l'episodio - Ultima apparizione di Daffy Duck e Speedy Gonzales                                                            |
| Looney Tunes    | Una tigre al circo           | 3 Ring Wing Ding                         | Alex Lovy       | Cool Cat, Colonnello Rimfire                       | 24 agosto 1968    |                                             | - Ultima apparizione del Colonnello Rimfire |
| Looney Tunes    | Fritz volante                | Flying Circus                            | Alex Lovy       |                                                    | 14 settembre 1968 |                                             | |
| Merrie Melodies | La scimmia con la coda blu   | Chimp and Zee                            | Alex Lovy       |                                                    | 12 ottobre 1968   |                                             | |
| Looney Tunes    | Lo sceriffo tenace           | Bunny and Claude - We Rob Carrot Patches | Robert McKimson | Bunny and Claude                                   | 9 novembre 1968   | - DVD - LTSS Porky & Friends: Hilarious Ham | - Prima apparizione di Bunny and Claude |

### 1969 - 6 titoli
Tutti i cartoni animati diretti da Robert McKimson. La Warner Bros. Animation Studio chiuse i battenti alla fine del 1969, quando il Kinney National Corporation ha acquisito la Warner Bros. da Seven Arts. 
Injun Trouble era l'ultimo cartone animato della WB fino al 1980, quando la Warner Bros. ha riaperto il reparto di animazione.
| Serie           | Titolo italiano                     | Titolo originale               | Registi         | Protagonista a cui è intitolato il corto | Data di uscita    | Disponibilità in DVD                        | Note |
| --------------- | ----------------------------------- | ------------------------------ | --------------- | ---------------------------------------- | ----------------- | ------------------------------------------- | --- |
| Merrie Melodies | La grande rapina al treno di carote | The Great Carrot Train Robbery | Robert McKimson | Bunny & Claude                           | 25 gennaio 1969   | - DVD – LTSS Porky & Friends: Hilarious Ham | - Ultima apparizione di Bunny & Claude                                                                                          |
| Looney Tunes    | Le grandi magie                     | Fistic Mystic                  | Robert McKimson | Topo Merlino, Second Banana              | 29 marzo 1969     |                                             | - Dispone di una versione diversa di "The Merry Go Round Broke Down"                                                            |
| Looney Tunes    | Astuzie Inutili                     | Rabbit Stew and Rabbits Too    | Robert McKimson | Rapid Rabbit, Quick Brown Fox            | 7 giugno 1969     |                                             | - Unica apparizione del cartone animato di Rapid Rabbit e Quick Brown Fox                                                       |
| Merrie Melodies | Trifogli e orologi                  | Shamrock and Roll              | Robert McKimson | Topo Merlino, Second Banana              | 28 giugno 1969    |                                             | - Ultima apparizione del cartone animato di Topo Merlino e Second Banana                                                        |
| Looney Tunes    | La tigre pungolata                  | Bugged By a Bee                | Robert McKimson | Cool Cat                                 | 26 luglio 1969    |                                             | - Pellicola finale del periodo "classico" con la scritta 'Looney Tunes'                                                         |
| Merrie Melodies | Cool Cat nel Far West               | Injun Trouble                  | Robert McKimson | Cool Cat                                 | 20 settembre 1969 |                                             | - Pellicola finale del periodo "classico" con la scritta 'Merrie Melodies' - Ultima apparizione del cartone animato di Cool Cat |